# Geografía de Bulgaria
Bulgaria (nombre local, Republika Balgariya) es un estado que se encuentra en el sureste de Europa, en la parte oriental de la península balcánica. Limita con Rumanía, Serbia, Macedonia del Norte, Turquía, Grecia y el Mar Negro. 
La geografía política de Bulgaria se ha modificado notablemente desde la restauración del estado en 1878. Rusia, cuyas victorias condujeron a su creación, presionó para que se creara una "Gran Bulgaria" que hubiera incluido gran parte de Macedonia del Norte. En el Congreso de Berlín de 1878 las demás potencias le dieron un territorio mucho más reducido, dividido hasta 1885 entre los principados de Bulgaria Rumelia Oriental. 
Fue reino independiente desde 1908 hasta 1946 y después república. Bulgaria quiso expandir su territorio durante las guerras balcánicas de 1912-13 y durante las dos guerras mundiales. La derrota militar la hizo perder territorio en 1913 y 1919, aunque en 1940 recuperó el sur de Dobruja, lo que fue confirmado en el Tratado de París de 1947.

## Geografía física

Principales cordilleras búlgaras

El terreno es principalmente montañoso, con tierras bajas al norte y sureste. Los Balcanes cruzan el país de oeste a este y lo dividen en dos partes. La pico más alto de esta cordillera es el Botev o antiguo Yumruktchal (2376 m s. n. m.). Esta cadena montañosa está cubierta de bosques espesos.
Al norte de los Balcanes hay una meseta que va descendiendo, poco a poco, mediante terrazas, hasta llegar al valle del Danubio que forma frontera con Rumania. La atraviesan varios afluentes del Danubio.
Al sur de los Balcanes el descenso es brusco hacia la llanura llamada de la Rumelia, avenada por el río Maritza y sus afluentes. En la parte sureste hay colinas suaves. Al sur del país se extienden los montes Rodope (Ródope o Rhodope), escarpados y cubiertos de bosque, que es donde se encuentra la montaña más alta del país, el Mus Alla o Musala (2925 m s. n. m.), en el macizo de Rila.

### Ríos

Cuencas fluviales de Bulgaria

La frontera norte con Rumanía sigue el curso del Danubio hasta Silistra. En esta parte septentrional del país hay varios afluentes del gran río: Isker, Vit y Jantra. En la parte sur del país, es decir, en la Rumelia, los ríos principales son el Maritza y el Vardar, que desembocan en el mar Egeo. También al Egeo va a dar el Struma que nace en las montañas meridionales del país, los montes Ródope.
En el litoral del mar Negro se encuentra el punto más bajo del país. Estas costas son altas y rocosas en la parte norte y bajas en el sur. El rasgo más destacado de la costa búlgara es el golfo de Burgas.

### Clima

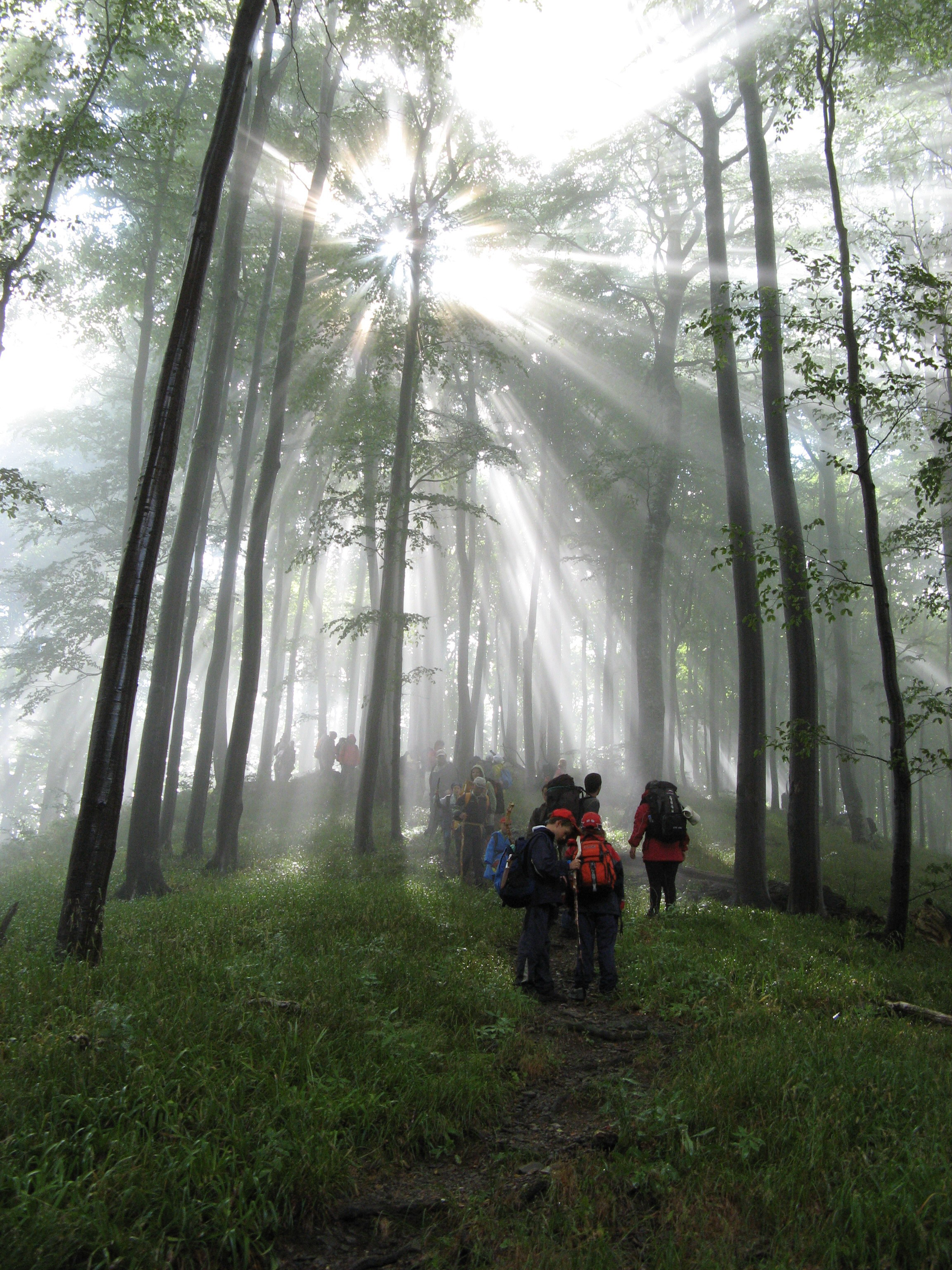
Paisaje en los Balcanes búlgaros.

En términos generales, el clima es continental con inviernos rigurosos, fríos y húmedos, y veranos bastante cálidos y secos. En los Balcanes abundan las precipitaciones. 
Considerando su pequeña superficie, Bulgaria tiene un clima inusualmente variable y complejo. El país queda entre dos zonas climáticas muy contrastadas: el clima continental y el mediterráneo. Las montañas búlgaras y los valles actúan como barreras o canales para las masas de aire, causando fuertes contrastes en el tiempo que hace en lugares relativamente cercanos. Predomina la zona continental, porque las masas de aire continentales fluyen fácilmente por una llanura danubiana sin obstáculos. La influencia continental, más fuerte durante el invierno, produce abundantes nevadas; la influencia mediterránea se incrementa en la segunda mitad del verano y produce un tiempo caliente y seco. El efecto barrera de los montes Balcanes se siente por todo el país: de media, Bulgaria septentrional suele estar un grado más fría y recibe alrededor de 192 mm más de lluvia que las llanuras de Bulgaria meridional. Debido a que el mar Negro es demasiado pequeño para ser una influencia determinante sobre gran parte del tiempo del país, solo afecta a la zona inmediata al litoral.
Los montes Balcanes son la frontera norte de una zona en la que las masas de aire continental circulan libremente. Las montañas Ródope marcan el límite norte del dominio de los sistemas climáticos mediterráneos. El espacio entre ellos, que incluye la llanura tracia septentrional, está influida por una combinación de los dos sistemas, predominando el continental. Esta combinación produce un clima de llanuras que recuerda al del cinturón del maíz en los Estados Unidos, con largos veranos y una alta humedad. El clima en esta región es generalmente más severo que en otras partes de Europa que se encuentran a la misma latitud. Debido a que es una zona de transición, la temperatura y precipitación medias son irregulares y pueden variar ampliamente de un año para otro.

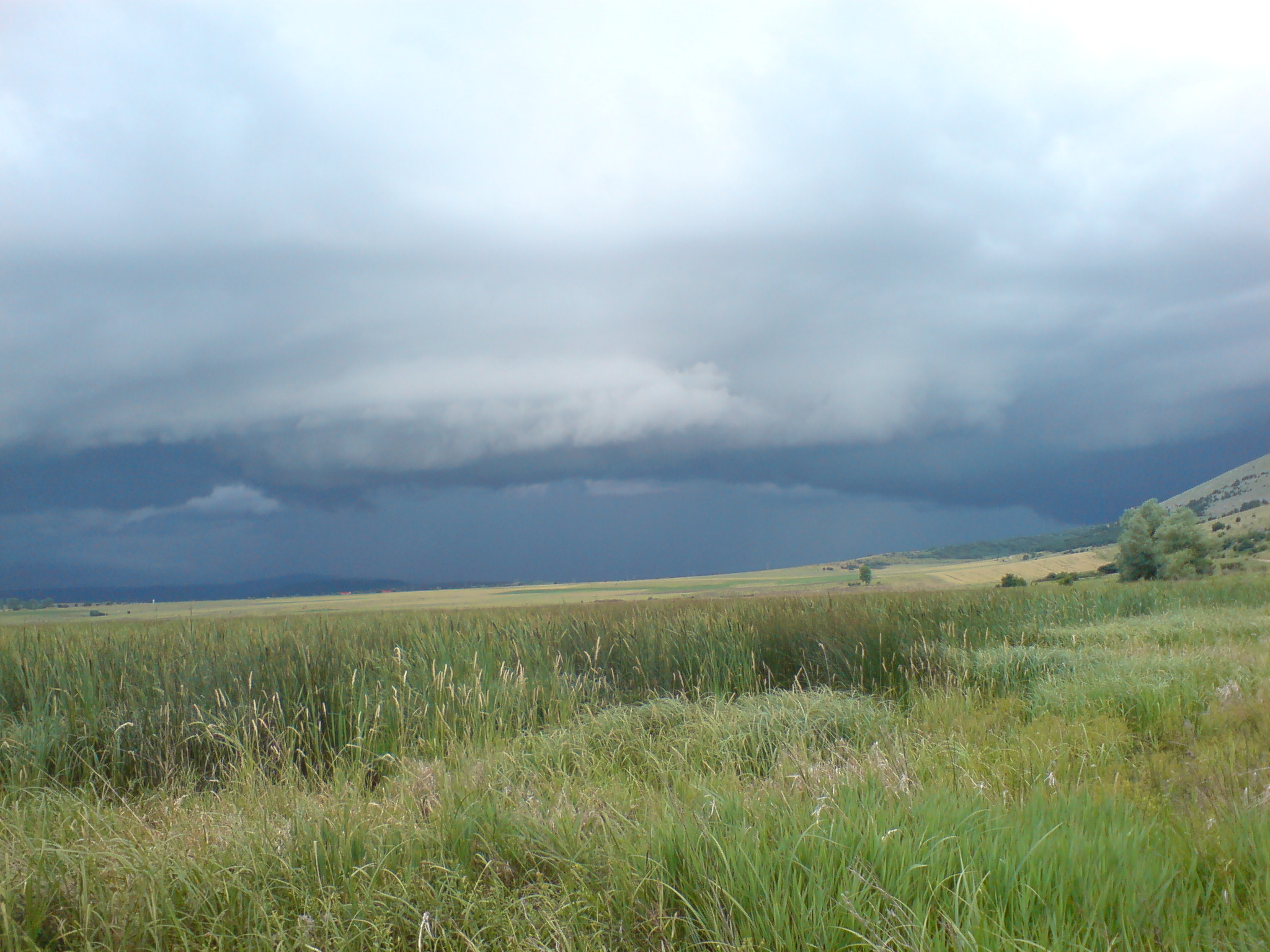
Una vista del pantano Aldomirovtsi, con nubes de tormenta aproximándose y rodeando las montañas cercanas.

La precipitación media en Bulgaria es de alrededor de 630 mm por año. La Dobruya en el noreste, la zona costera del mar Negro, y una pequeña parte de la llanura tracia septentrional normalmente reciben menos de 500 mm. El resto de la llanura tracia septentrional y de la meseta danubiana tienen menos lluvias que el resto del país; la llanura tracia septentrional está a menudo sometida a sequías veraniegas. Las zonas de mayor altitud, que reciben la mayor parte de la lluvia del país, pueden llegar a los 2540 mm por año.
Los muchos valles dispersos por las tierras altas tienen inversiones de temperatura que son el resultado de aire estancado. Sofía se encuentra en una de estas cuencas, pero su altitud (alrededor de 530 m s. n. m.) tiende a moderar la temperatura veraniega y aliviar la opresiva alta humedad. Las montañas que rodean la cuenca capitalina resguardan a la ciudad de los vientos nórdicos. Las temperaturas en Sofía son de media -3 °C en enero y alrededor de 28 °C en agosto. La lluvia en la ciudad se aproxima a la media del país y el clima, en su conjunto, es agradable.
Las temperaturas en el sureste de Bulgaria a menudo superan los 40 °C en verano, pero son más frescas en la costa. La ciudad de Sadovo, cerca de Plovdiv, ha registrado la temperatura más alta conocida: 45,2 °C. La temperatura más baja registrada en el país fueron los -39,3 °C que se midieron al oeste de Sofía, cerca de la ciudad de Trun. La temperatura habitual en la región de Stara Planina es de 10 a 15 °C.
Las montañas más altas (más de 900 o 1000 m s. n. m.) tienen clima alpino. Las partes inferiores de los valles de los ríos Estrimón y Maritsa están sometidas a una influencia subtropical (mediterránea), lo mismo que los Ródope orientales o Ródope inferiores. El extremo sureste de Bulgaria (en torno a las ciudades de Sandanski y Petrich) tiene uno de los climas más cálidos del país.
El clima costero se ve moderado por el mar Negro, si bien la zona sufre frecuentemente vientos fuertes y violentas tormentas en invierno. Los inviernos a lo largo del río Danubio son intensamente fríos, mientras que en los valles bajos resguardados que se abren al sur a lo largo de las fronteras con Grecia y Turquía pueden ser tan suaves como en las zonas mediterráneas o del mar Egeo.
|                      | Ene. | Feb. | Mar. | Abr. | Mayo | Jun. | Jul. | Ago. | Sep. | Oct. | Nov. | Dic. | Año  |
| T° media [°C]        | 2    | 4    | 10   | 16   | 21   | 24   | 27   | 26   | 22   | 17   | 9    | 4    | 15,2 |
| T° mín (media) [°C]  | -4   | -3   | 1    | 5    | 10   | 14   | 16   | 15   | 11   | 8    | 3    | -2   | 6,2  |
| Precipitaciones [mm] | 31   | 34   | 37   | 49   | 78   | 75   | 56   | 49   | 38   | 35   | 53   | 44   | 579  |

Fuente: "Clima Sofía - Bulgaria" en protiempo.es.

### Medio ambiente

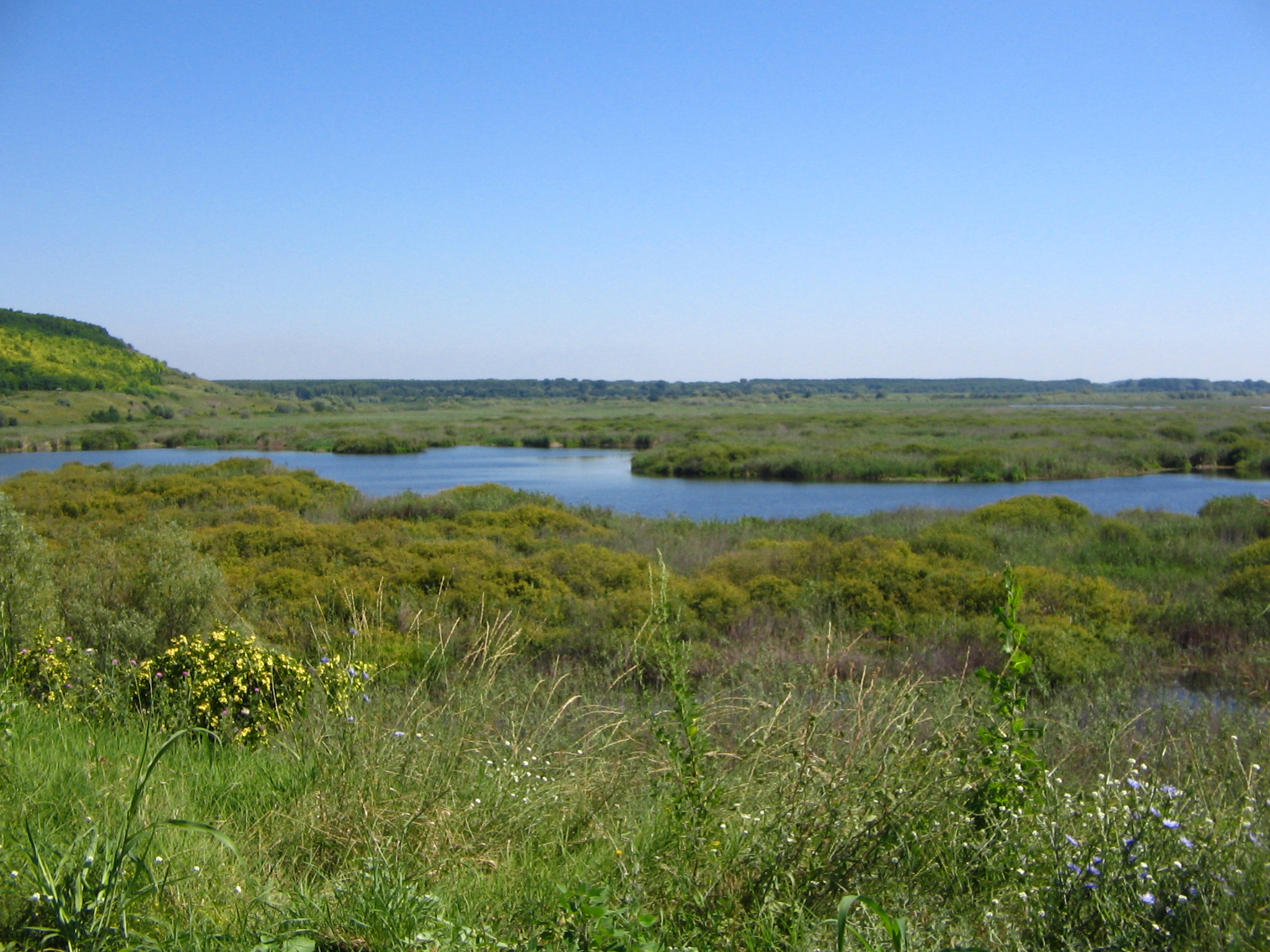
Lago Srebarna.

El territorio de este país se divide en tres regiones biogeográficas conforme a la normativa de la Unión Europea: continental, del mar Negro y en las montañas, la región biogeográfica alpina: los montes Balcanes, Rila, Pirin, Ródope y Sashtinska Sredna. Destaca en su patrimonio natural dos sitios patrimonio de la Humanidad declarados por la Unesco: el parque nacional del Pirin (1983) y la Reserva Natural de Srébarna (1983). Cuenta con 16 reservas de la biosfera. 20 306 hectáreas están protegidas como humedales de importancia internacional al amparo del Convenio de Ramsar, en total, 10 sitios Ramsar. 
Los peligros naturales de Bulgaria son los terremotos y los desprendimientos. En cuanto a los problemas medioambientales, hay contaminación atmosférica que deriva de las emisiones industriales; la contaminación fluvial debida a las aguas residuales sin tratar, metales pesados y detergentes; la deforestación; el daño al bosque por la contaminación atmosférica y la lluvia ácida resultante; la contaminación del suelo por los metales pesados de las fábricas metalúrgicas y los residuos industriales.

## Geografía económica
Los principales recursos naturales de Bulgaria son: la bauxita, el cobre, el plomo, el zinc, el carbón, la madera y la tierra cultivable. En cuanto al uso de la tierra, cabe distinguir distintos usos: tierra cultivable, 29,94 %; cultivos permanentes, 1,9 % y otros, 68,16 % (2005). La tierra de regadío abarca 5880 km² (2003).
Bulgaria era un país muy pobre hasta la Segunda Guerra Mundial. Después cayó en la órbita del comunismo, que desarrolló industrialmente el país. Entró en la Unión Europea el 1 de enero de 2007, experimentó un crecimiento anual de más del 6 % desde 1996 hasta 2008, alentado por una significativa inversión extranjera directa. 
Actualmente, la agricultura proporciona el 7,5 % del PIB de Bulgaria y emplea al 7,5 % de la población activa. Produce hortalizas, frutas, tabaco, vino, trigo, cebada, girasoles y remolacha azucarera. Un cultivo tradicional era el de rosas para la industria de los perfumes. Hay ganadería. La industria proporciona el 27,6 % del PIB y emplea al 35,5 % de la población activa. Hay producción de electricidad, gas y agua; de comida, bebidas y tabaco; de maquinaria y equipamiento, metales comunes, productos químicos, carbón de coque, petróleo refinado y combustible nuclear. El sector servicios es el que proporciona mayor parte del PIB, 64,9 % (cálculo aproximado de 2009) y emplea al 57 % de la población activa (cálculo de 2007).

## Áreas protegidas de Bulgaria
En Bulgaria hay en 2023, según la IUCN, 1430 zonas protegidas, el 41,04 por ciento del territorio, unos 45.503 km2, del total del país de 110.863 km2, y un 8,11 por ciento de las zonas marinas que pertenecen al país, 35.172 km2. Hay 3 parques nacionales, 55 reservas naturales estrictas, 574 sitios protegidos, 35 reservas controladas, 346 monumentos naturales, 11 parques naturales y 28 criaderos de caza estatales. Además, hay 11 sitios Ramsar, 10 reservas de la biosfera de la Unesco y 3 sitios patrimonio de la humanidad.